# The Shipping News (film)
The Shipping News is een film uit 2001 onder regie van Lasse Hullström. Het is een verfilming van het gelijknamige boek van Annie Proulx.

## Rolverdeling en opnames
Een greep uit de rolverdeling:
| Acteur         | Personage                     |
| -------------- | ----------------------------- |
| Kevin Spacey   | Quoyle                        |
| Julianne Moore | Wavey Prowse                  |
| Judi Dench     | Agnis Hamm (tante van Quoyle) |
| Cate Blanchett | Petal Bear                    |
| Scott Glenn    | Jack Buggit                   |
| Daniel Kash    | rechercheur Danzig            |

De film werd grotendeels opgenomen in het traditionele Newfoundlandse vissersdorp Trinity. De muziek is van filmcomponist Christopher Young.

## Verschillen met het boek
De film verschilt op vele kleine punten van het boek. In het boek heeft Quoyle bijvoorbeeld twee dochtertjes, in de film maar een. Het lijkt erop dat veel van de kleine veranderingen erop gericht waren om bij het verfilmen geld te besparen.
Recensenten misten drie thema's in de film, die in het boek erg belangrijk zijn:
- Quoyle leert dat liefde prettig kan zijn in plaats van pijnlijk;
- Quoyle verandert van een verstrooide derderangsjournalist in een goede chef-redacteur;
- Bunny (het dochtertje van Quoyle) leert wat de dood is. Zij overwint haar angsten en krijgt meer zelfvertrouwen.

## Recensies
Hoewel de film onder Hollywood-liefhebbers erg populair was, heeft hij veel kritiek gekregen in Canada, omdat hij Newfoundland extreem onnauwkeurig en beledigend af zou schilderen.